# IC 4386
IC 4386 — галактика типу SBd () у сузір'ї Центавр.
Цей об'єкт міститься в оригінальній редакції індексного каталогу.